# Cima
Cima är ett släkte av snäckor som beskrevs av Chaster 1898. Cima ingår i familjen Cimidae.
Släktet innehåller bara arten Cima minima.